# Un ángel sin pantalones
Un ángel sin pantalones es una película de Argentina en blanco y negro dirigida por Enrique Cahen Salaberry según el guion de Ariel Cortazzo sobre el argumento de Luis Saslavsky que se estrenó el 29 de julio de 1947 y que tuvo como protagonistas a Pepe Iglesias, Pola Alonso, Semillita y Homero Cárpena.

## Sinopsis
Un jefe scout y su ayudante descubren a una banda de secuestradores.

## Reparto
- Pepe Iglesias
- Pola Alonso
- Semillita
- Homero Cárpena
- Enrique Roldán
- Berta Moss
- Haydée Larroca
- Margarita Burke

## Comentarios
La Razón señala que la película “no fatiga en ningún momento” y Roland en Crítica dijo “Tono ingenuo y fresco que los chicos festejarán regocijados”. 
Por su parte Manrupe y Portela escriben:

”un “Pepe Iglesias para niños…Con persecusiones, imitaciones y un buen ritmo dentro de su simpleza argumental.”